# Film Pattersona-Gimlina

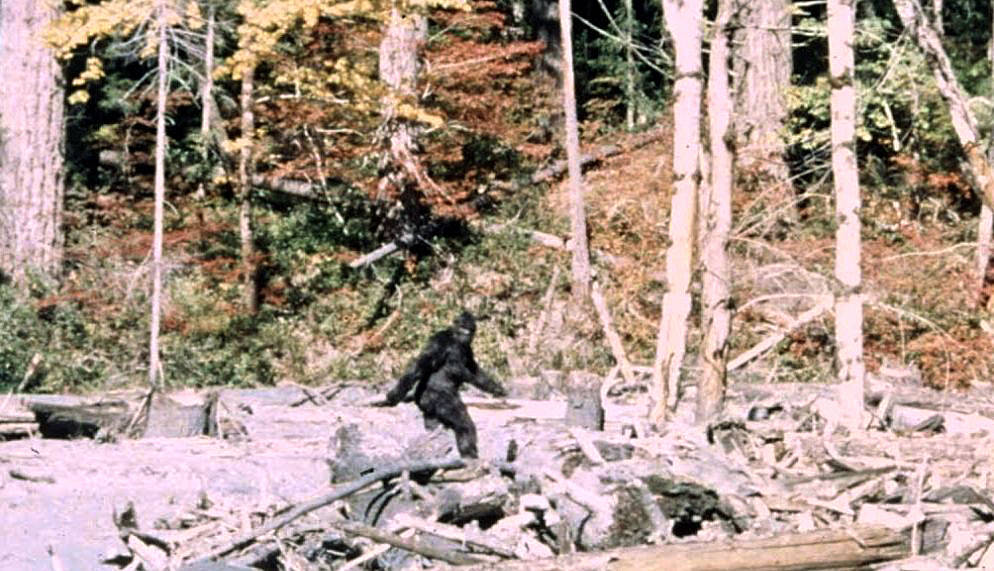
Wielka Stopa patrzy na filmujących

Grafika stworzona na podstawie filmu Pattersona-Gimlina

Film Pattersona-Gimlina – amatorski krótkometrażowy film niemy przedstawiający niezidentyfikowane stworzenie, które według autorów jest Wielką Stopą, nakręcony 20 października 1967 roku. Film ma 7,27 metra długości, 954 klatki i trwa 59,5 sekundy przy 16 klatkach na sekundę.
Materiał filmowy został nakręcony niedaleko Bluff Creek, dopływie rzeki Klamath, około 40 kilometrów na północny zachód od obszaru niemunicypalnego Orleans w Kalifornii. Miejsce nakręcenia znajduje się około 60 kilometrów na południe od Oregonu i 30 kilometrów na wschód od Pacyfiku. Przez dziesięciolecia dokładna lokalizacja miejsca była nieznana, głównie z powodu ponownego wzrostu listowia w korycie potoku po powodzi w 1964 roku, lecz odkryto je ponownie w 2011 roku.
Filmowcami byli Roger Patterson (1933–1972) i Robert „Bob” Gimlin (ur. 1931). Patterson zmarł na raka w 1972 roku i „do samego końca utrzymywał, że stworzenie na filmie było prawdziwe”. Przyjaciel Pattersona, Gimlin, zawsze zaprzeczał, że był zaangażowany w jakąkolwiek część mistyfikacji z Pattersonem i przeważnie unikał publicznej dyskusji na ten temat do około 2005 roku, kiedy to zaczął udzielać wywiadów i pojawiać się na konferencjach o Wielkiej Stopie.

## Spotkanie z Wielką Stopą
Zgodnie z ich opowieściami wczesnym popołudniem w piątek 20 października 1967 roku Roger Patterson i Robert „Bob” Gimlin jechali konno na północny wschód (w górę rzeki) wzdłuż wschodniego brzegu Bluff Creek. Gdzieś między 13:15 a 13:40 „doszli do przewróconego drzewa z dużym korzeniem na zakręcie potoku, prawie tak wysokim jak pokój”. Kiedy go okrążyli, „był tam zator – bocianie gniazdo – pozostałość po powodzi z 1964 roku”, a potem prawie jednocześnie zauważyli postać która „kucała nad strumieniem po ich lewej stronie, albo stała tam, na przeciwległym brzegu”. Gimlin opisał później, że był w lekkim szoku po pierwszym zobaczeniu postaci. Patterson początkowo oszacował jej wysokość na 1,98 do 2,1 metra, a później zmienił swoje szacunki do około 2,29 metra. Gimlin ocenił wysokość stworzenia na 1,8 metra.
Film pokazuje, jak twierdzili Patterson i Gimlin, dużą, owłosioną, dwunożną, przypominającą małpę postać z krótkimi włosami pokrywającymi większość jej ciała, łącznie z wydatnymi piersiami. Postać na filmie generalnie odpowiada opisom Wielkiej Stopy przedstawionym przez innych, którzy twierdzą, że ją widzieli. Koń stanął dęba po wyczuciu postaci i Patterson spędził około 20 sekund na wydostaniu się z siodła, kontrolowaniu konia, przejściu na drugą stronę i wyjęciu kamery z sakwy, zanim zdążył pobiec w kierunku postaci podczas obsługiwania kamery. Gimlin przekroczył potok na koniu w odległości 18–27 metrów od stworzenia, następnie zsiadł z karabinem w dłoni, ale nie wycelował nim w postać. Stworzenie odeszło od nich na odległość około 37 metrów, zanim Patterson zaczął za nim biec, lecz po pewnym czasie zatrzymał się w obawie przed jego atakiem. Całe spotkanie trwało mniej niż dwie minuty. Następnie udali się na koniach w dół rzeki. Patterson wyjął drugą rolkę filmu z sakwy i sfilmował ślady, po czym śledzili postać przez 1,6 kilometra, ale zgubili ją w gęstych zaroślach. Następnie udali się do swojego obozowiska znajdującego się 4,8 kilometra na południe i wzięli ze sobą gips, po czym wrócili do pierwotnego miejsca, zmierzyli długość kroku stworzenia i wykonali dwa gipsowe odlewy, po jednym z najlepszej jakości prawego i lewego odcisku. 
Film jest początkowo niestabilny z powodu upadku Pattersona, dopóki nie znalazł się około 24 metrów od postaci. Krótko po tym rozpoczyna się stabilna, środkowa część filmu, na której widać jak stworzenie najpierw spogląda w stronę Pattersona i Gimlina, znika za rzędem drzew na 14 sekund, a następnie pojawia się ponownie w ostatnich 15 sekundach filmu po tym, jak Patterson przesunął się o 3 metry do lepszego punktu obserwacyjnego. Następnie postać ponownie zniknęła między drzewami oraz Pattersonowi w odległości 81 metrów, gdy skończyła się rolka filmu.